# Aguilcourt
Aguilcourt ist eine französische Gemeinde mit 405 Einwohnern (Stand 1. Januar 2022) im Département Aisne in der Region Hauts-de-France. Sie gehört zum Arrondissement Laon und zum Kanton Guignicourt.

## Geografie
Die Gemeinde Aguilcourt liegt an der Grenze zum Département Marne am Fluss Suippe, kurz vor dessen Mündung in die Aisne, 14 Kilometer nördlich von Reims. Umgeben ist Aguilcourt von den Nachbargemeinden Guignicourt im Norden, Variscourt im Nordosten, Bertricourt im Osten, Orainville im Südosten, Loivre im Süden, Cormicy im Südwesten, Berry-au-Bac im Westen sowie Condé-sur-Suippe im Nordwesten.

## Bevölkerungsentwicklung
| Jahr                       | 1962 | 1968 | 1975 | 1982 | 1990 | 1999 | 2006 | 2012 | 2021 |
| Einwohner                  | 224  | 242  | 228  | 252  | 328  | 359  | 342  | 393  | 393  |
| Quellen: Cassini und INSEE |      |      |      |      |      |      |      |      |      |

## Sehenswürdigkeiten

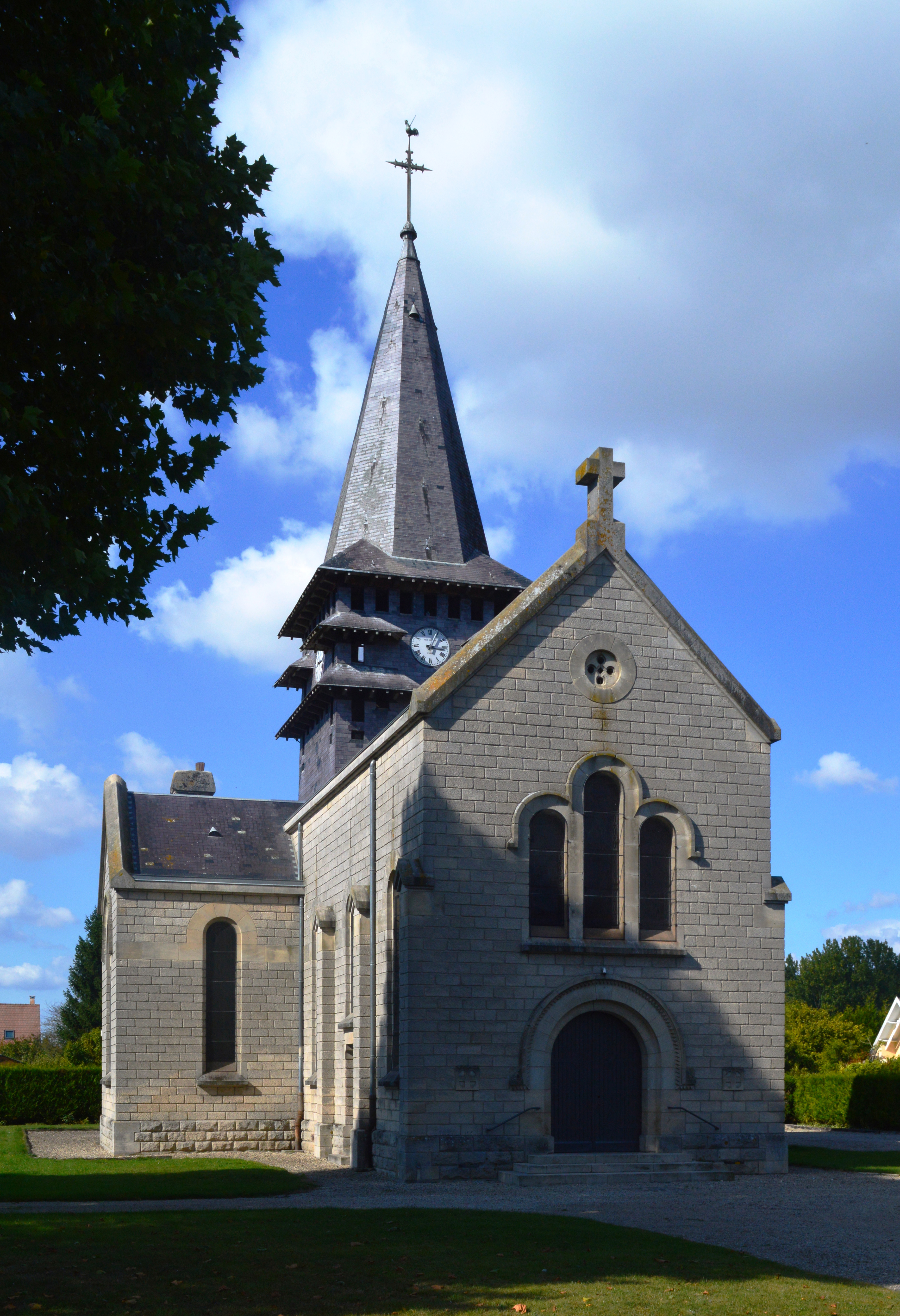
Kirche Saint-Maurice
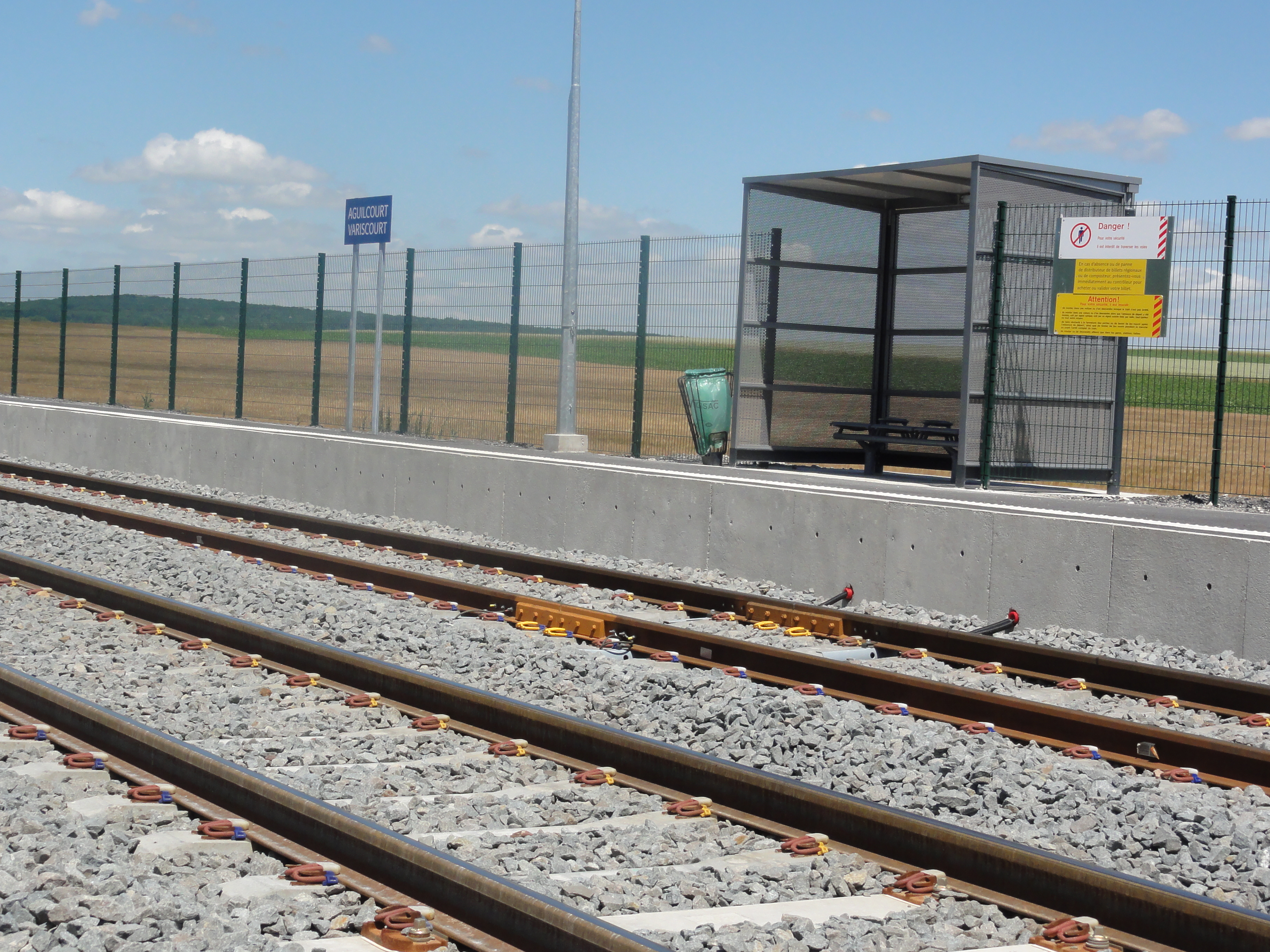
Bahn-Haltepunkt Aguilcourt-Variscourt
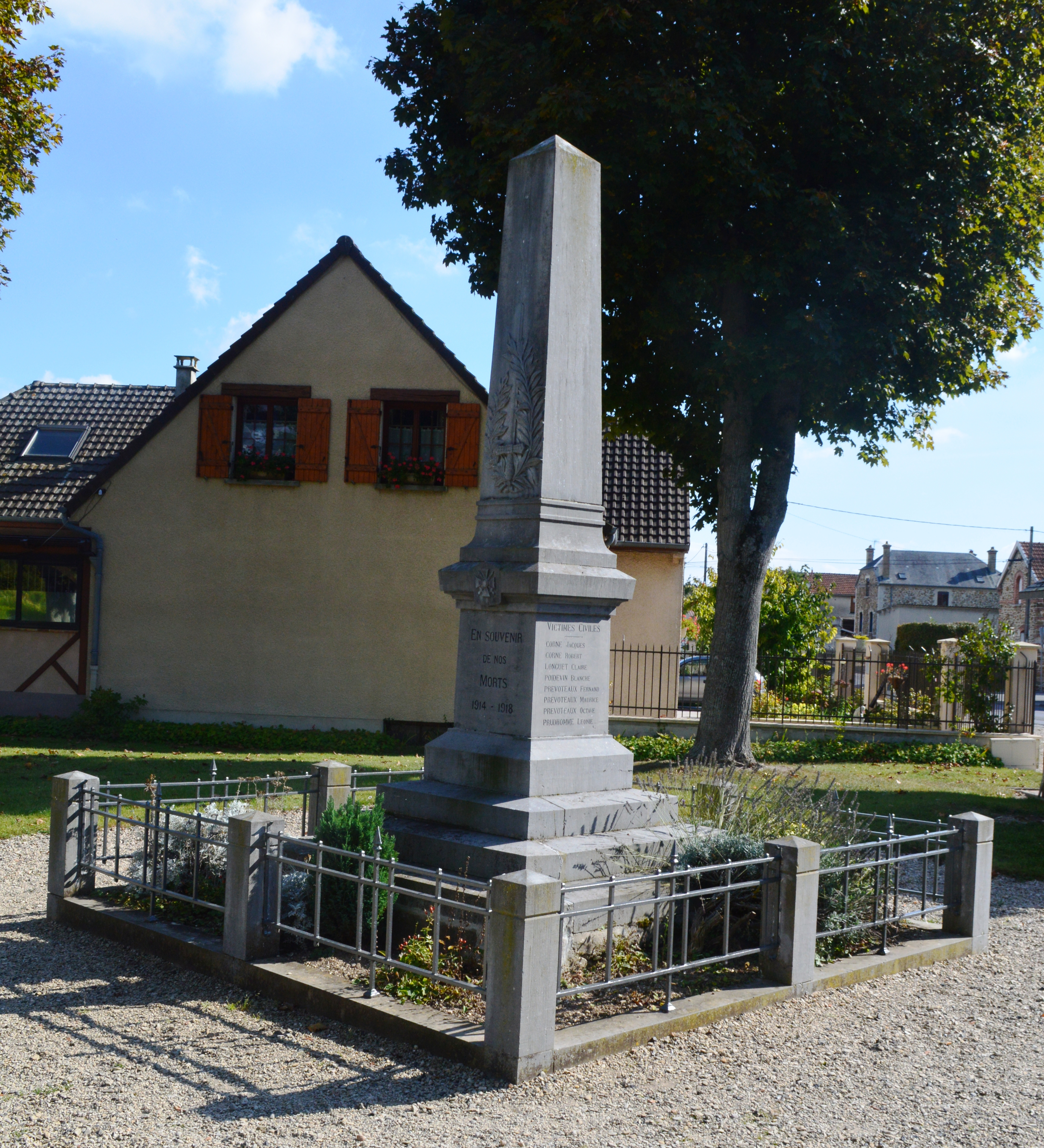
Gefallenendenkmal

- Kirche Saint-Maurice
- Bahn-Haltepunkt Aguilcourt-Variscourt
- Gefallenendenkmal